# Эдрайант
Эдрайант (лат. Edraianthus) — небольшой род многолетних травянистых растений семейства Колокольчиковые (Campanulaceae).
Представители встречаются на Балканском полуострове, в Италии и Румынии.

## Ботаническое описание
Дернистые растения с очерёдными и, обычно, линейными листьями.
Цветки сидячие, одиночные или в головках. Прицветники и зубцы чашечки реснитчатые, чашечка пятираздельная. Венчик голубой или фиолетовый, на треть или наполовину пятираздельный, трубчатый, реже колокольчатый или воронковидный. Тычинки в числе пяти, свободные. Столбик цилиндрический. Рыльце двух- или, реже, трёхраздельное, с линейными лопастями.
Коробочка двух-трёхгнездная, полушаровидная, яйцевидная или призматическая, раскрывающаяся неравными створками или фрагментами, послу высыпания семян долго остаётся в чашечке. Семена многочисленные, яйцевидные, сплюснутые.

## Виды
По информации базы данных The Plant List, род включает 24 вида:
- Edraianthus australis (Wettst.) Lakušić ex Greuter, Burdet & G.Long
- Edraianthus caespitosus F.K.Mey.
- Edraianthus dalmaticus (A.DC.) A.DC. — Эдрайант далматский
- Edraianthus dinaricus (A.Kern.) Wettst. — Эдрайант динарский
- Edraianthus glisicii Cernjavski & Soska
- Edraianthus graminifolius (L.) A.DC.
- Edraianthus hercegovinus K.Malý
- Edraianthus horvatii Lakušić
- Edraianthus × intermedius Degen
- Edraianthus × lakusicii Stevan. & D.Lakušić
- Edraianthus × linifolius Gusmus
- Edraianthus × murbeckii Wettst.
- Edraianthus niveus Beck
- Edraianthus parnassicus (Boiss. & Spruner) Halácsy
- Edraianthus pilosulus (Beck) Surina & D.Lakušić
- Edraianthus pubescens F.K.Mey.
- Edraianthus pulevicii Surina & D.Lakušić
- Edraianthus pumilio (Port. ex Schult.) A.DC. — Эдрайантус карликовый
- Edraianthus serbicus (A.Kern.) Petrovic
- Edraianthus serpyllifolius (Vis.) A.DC.
- Edraianthus sutjeskae Lakušić
- Edraianthus tarae Lakušić
- Edraianthus tenuifolius (A.DC.) A.DC.
- Edraianthus wettsteinii Halácsy & Bald.